# Masahiro Yamanaka
Masahiro Yamanaka (山中 真尋 Yamanaka Masahiro?,  Prefectura de Saitama, Japón, 22 de diciembre de 1980) es un actor de voz y narrador japonés, afiliado a Kenyu Office.

## Filmografía

### Anime
2005
- Play Ball como Inoe

2006
- Idaten Jump como Rider A
- Girl's High School como Seto, profesor A
- Zero no Tsukaima como Gales Tudor, Reynal
- Death Note como Stalker
- Princess Princess como Estudiante, compañeros de clase
- Magikano como Hombre A, policía A
- Lovely Idol como Cliente 3, personal

2007
- Atashi'n chi como Espectador E
- Jigoku Shōjo como Kenji
- Shakugan no Shana como Estudiante masculino C
- Duel Masters como Jugador D
- Ninja Boy Rantaro como Hombre sospechoso B

2008
- Real Drive como Aohane
- Ultraviolet: Code 044 como Guardia de seguridad
- Telepathy Shōjo Ran Jiken Note como Estudiante 2, estudiante A
- Nijū Mensō no Musume como Varios
- Angelique como Caballero de plata
- Blue Dragon como Myriad
- Major como Estudiante
- Yatterman como Varios
- Wagaya no oinari-sama como Sugino, Shimenogi

2009
- Kimi ni Todoke como Sōichi Jōnouchi
- 07-Ghost como Shigure
- Hanasakeru Seishōnen como Hideo, Somando

2010
- Giant Killing como Kubota
- Beyblade: Metal Fusion como Kāte

2012
- Hunter × Hunter como Fukurō,[2] Motalikke, Barry, Stick, Pike,[3] Meijin Igo
- Yu-Gi-Oh! ZEXAL como Yōshō no Gōshu

2015
- Cardfight!! Vanguard como Gerente de StarGate
- Tiny Fūsen Inu no Monogatari como Kyame

2016
- Tsukiuta como Kanade Tsukishiro[4]

2017
- Tsukipro the Animation como Kanade Tsukishiro

2018
- Tōken Ranbu como Sadamune Kikkō[5]

### Películas animadas
- Kappa no Kū to Natsuyasumi (2007) como Guardia de seguridad 2
- Crayon Shin-chan: Arashi o Yobu: Utau Ketsudake Bakudan! (2007) como Taiin
- Pattenrai!! ~ Minami no Shima no Mizu Monogatari (2008)[6]
- Hikawa Maru Monogatari (2015) como Hiroshi Yamauchi[7]

### OVAs
- I''s (2005) como Tateno, Matsuo, hombre
- Seikai no Senki (2005)
- _Summer (2006) como Estudiante A
- Kikoushi Enma (2006)
- Saiyuki (2007) como Monje
- kiss×sis (2008) como Estudiante
- Ai no Kusabi (2012) como Luke
- Yarichin Bitch Club (2018) como Kōshirō Itome[8]

### Videojuegos
2006
- Pure×Cure Re:covery como Kimihiko Takashima

2007
- Princess Princess

2008
- Mobile Suit Gundam: Gillen no Yabō and Axis no Kyōi como Oficial A

2009
- Little Anchor como Hombre misterioso

2010
- Akai Katana como Kikyō Saionji
- Mikuni Koi Senki: Otome no Heihō!

2011
- Rune Factory Oceans como Gris, Rey Demonio Belfgaard

2012
- Akai Katana Shin como Kikyō Saionji
- MicroVolts como Ryō Nagamine

2013
- Mikuni Koi Senki: Otome no Heihō! - Omoi de ga eshi
- Muv-Luv Alternative Chronicles

2015
- Quiz RPG: The World of Mystic Wiz como Karum

2016
- Ano Yoru Kara Kimi ni Koishi Teta como Shun'ichirō Tachibana
- Sangokushi 13 como Shūyu
- Zettai Kaikyū Gakuen como Shin'ichi Kuga
- Tōken Ranbu como Sadamune Kikkō
- Life Is Strange como Jefferson-sensei
- Overwatch como Dr. Harold Winston

2017
- Captain Tsubasa como Marcio
- Paranormal Kiss como Haruhito Kanzaki
- Yume Ōkoku to Nemureru 100-Nin no Ōji-sama como Totori

2018
- A3! como Tadoru Minato